# Ермолов, Николай Семёнович
Николай Семёнович Ермолов — русский военачальник. Генерал-лейтенант. Участник Кавказской войны. Комендант Варшавской Александровской цитадели. Кавалер ордена Святого Георгия IV степени.

## Биография
Родился в марте 1800 года. Происходил из старинного русского дворянского рода. Отец — Семён Степанович Ермолов (род. 1761), помещик Изюмского уезда, участник Русско-турецкой войны 1787—1791 и взятия Измаила, основатель харьковской ветви Ермоловых.
В 1816 году поступил в Главное инженерное училище в Санкт-Петербурге, по окончании трехгодичных курсов которого остался на двухгодичное обучение в офицерских классах. В 1821 году выпущен прапорщиком в Лейб-гвардии Саперный батальон.
На 1839 год находился на Кавказе, служа в Черноморской береговой линии:
На Береговой Линии предположено в 1839 г. занять укреплениями устья рек Шахе и Псезуапе, продолжать постройку укрепления на Суджукской бухте и сверх того выстроить укрепление на р. Мескаге, на средине дороги от Цемеса в Анапу. … По примеру прошлого года, были командированы инженерные капитаны Ермолов и Компанейский в Ростов, по постройке зданий для трех предположенных на восточном берегу новых укрепленийГригорий Иванович Филипсон, Воспоминания Григория Ивановича Филипсона. – Русский архив, № 5-6, 1883, № 1-2, 1884.
За отличие в боях с горцами награждён орденом Святого Георгия 4-й степени (№ 7004 по списку Григоровича-Степанова). В 1844 году служил в 1-м саперном батальоне, а спустя короткое время переведен в Образцовый пехотный полк.
В чине генерал-майора был назначен комендантом Варшавской цитадели в 1858 году. Высочайшим приказом от 30 августа 1863 года был произведён в генерал-лейтенанты с увольнением от службы.
Скончался 27 мая 1864 года в Москве. Похоронен на территории Симонова монастыря.
Был женат на дочери отставного секунд-майора князя Егора Мещерского — Марии Егоровне. По всей видимости, брак был бездетным.

## Награды
- Орден Святой Анны 3-й степени (1835).
- Орден Святого Владимира 4-й степени с бантом (1838).
- Орден Святого Станислава 2-й степени (1840).
- Орден Святого Георгия 4-й степени (1843).
- Орден Святой Анны 2-й степени (1848) с императорской короной (1851).
- Орден Святого Владимира 3-й степени с мечами (1856).
- Знак отличия беспорочной службы за XXXV лет (1857).
- Орден Святого Станислава 1-й степени (1859).
- Орден Святой Анны 1-й степени (1862).